# Rorate caeli desuper

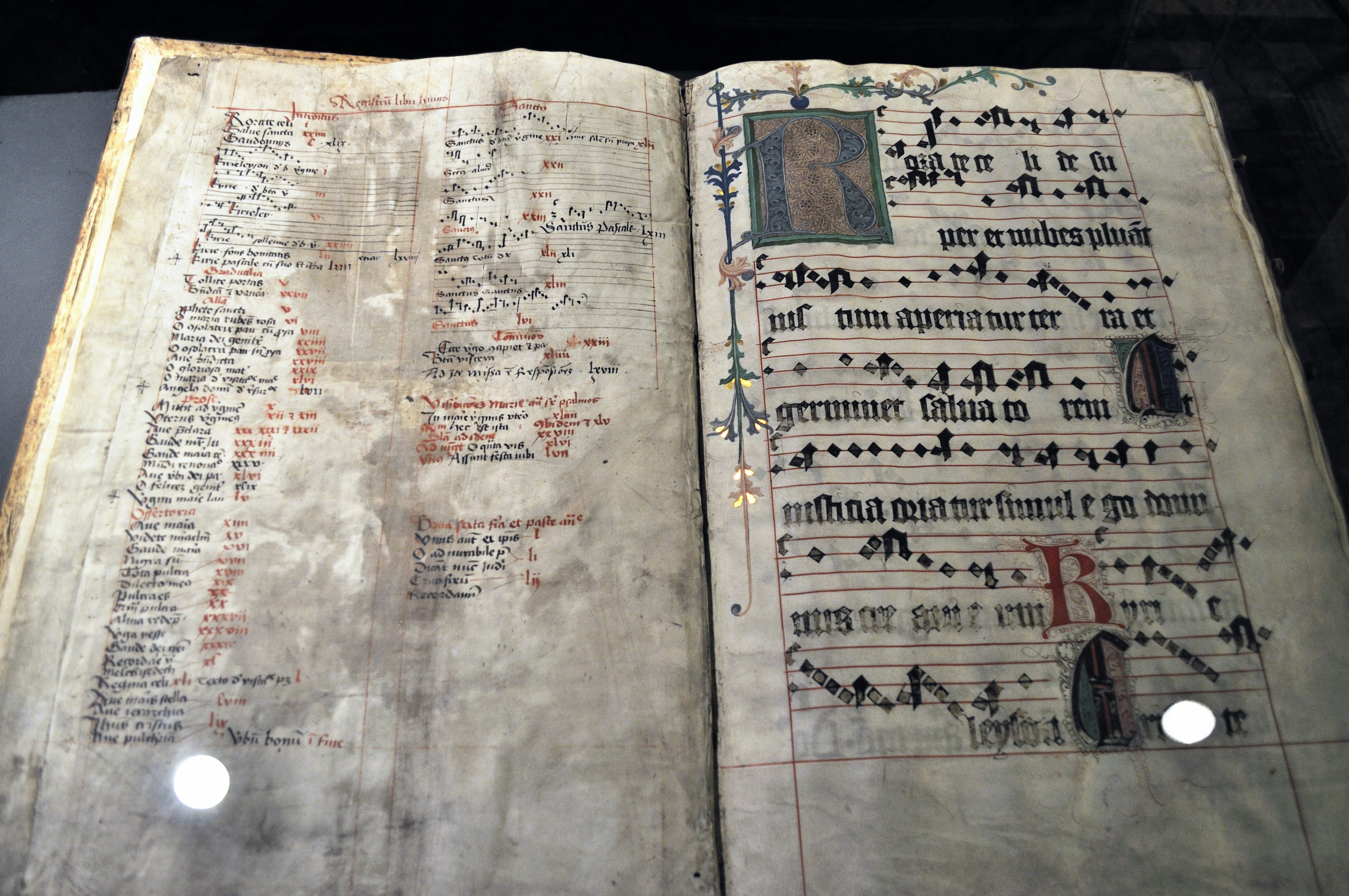
L'introito Rorate caeli desuper in un manoscritto medioevale del Museo del Castello di Malbork. Contiene il testo completo di Isaia 45,8, non solo quella parte che si trova nell'introito del rito romano.

Rorate caeli desuper è l'Introito della messa della quarta domenica di Avvento e del Comune della beata Vergine Maria nel tempo di Avvento, già presente nella Messa di Santa Maria in sabato nel tempo di Avvento.
Un canto seicentesco per il tempo di Avvento usa come ritornello lo stesso testo dell'antifona dell'introito, ma con musica diversa. Inoltre canti tradizionali ambrosiani utilizzano lo stesso testo come ritornello, anch'essi con musica diversa.
Tutti questi canti si iniziano con la frase, tratta dalla versione della Vulgata di Isaia 45,8: Rorate. caeli, desuper; et nubes pluant iustum; aperiátur terra, et gérminet Salvatórem.
Le versioni bibliche moderne, compresa la Nova Vulgata, traducono in conformità con il Testo masoretico ebraico: Rorate, caeli, desuper; et nubes pluant iustitiam; aperiatur terra, et germinet salvationem; e la Bibbia CEI ha: "Stillate, cieli, dall'alto e le nubi facciano piovere la giustizia; si apra la terra e produca la salvezza".

## Introito
Nelle edizioni tridentine del Messale Romano, le antifone dei due citati introiti, che si cantano sulla medesima melodia, sono accompagnati da versetti differenti dei Salmi: nel primo caso dal Salmo 18 (19), 2, nel secondo dal Salmo 84 (85), 2.
Nelle edizioni successive alla riforma liturgica che ha seguito il Concilio Vaticano II l'antifona di ingresso di queste celebrazioni è facoltativa eccetto nelle messe in cui non ha luogo il canto. In tali messe l'antifona non è accompagnata da alcun versetto di un salmo.

### Testo

#### Domenica IV di Avvento
Roráte, caeli, désuper, et nubes plúant iustum: aperiátur terra, et gérminet Salvatórem.
Ps. Caeli enárrant glóriam Dei: et ópera mánuum eius annúntiat firmaméntum.

Glória Patri et Fílio et Spíritui Sancto,

Sicut erat in princípio et nunc et semper

Et in saécula saeculórum. Amen.

#### Comune della beata Vergine Maria in Avvento
Nelle edizioni tridentine si trova come Messa di Santa Maria in sabato nel tempo di Avvento.
Roráte, caeli, désuper, et nubes plúant iustum, aperiátur terra, et gérminet Salvatórem.
Ps. Benedixísti, Dómine, terram tuam: avertísti captivitátem Iacob.

Glória Patri et Fílio et Spíritui Sancto,

Sicut erat in princípio et nunc et semper

Et in saécula saeculórum. Amen.

## Breviario Romano
Nel Breviarium Romanum il testo usato per l'antifona della messa appare nei Vespri domenicali e feriali del tempo di Avvento in forma di versicolo e responsorio tra l'inno e l'antifona del Magnificat: 
℣ Roráte, caeli, désuper, et nubes plúant iustum.
℟ Aperiátur terra, et gérminet Salvatórem.
Il testo appare pure, non diviso, nello stesso volume:
1. come versicolo del responsorio della prima lettura del Mattutino il martedì della prima settimana di Avvento;
2. come antifona del primo salmo delle Lodi mattutine del martedì che precede la Vigilia della Natività;
3. come prima parte del responsorio della prima lettura del Mattutino del venerdì della terza settimana di Avvento.

Tale testo non si trova nella Liturgia delle ore pubblicata dopo il Concilio Vaticano II.
È incluso nell'edizione del 1961 del Liber Usualis, che incorpora le modifiche apportate dal Codice delle Rubriche del Breviario e del Messale Romano. e nell'edizione del 1921.

## Canto seicentesco

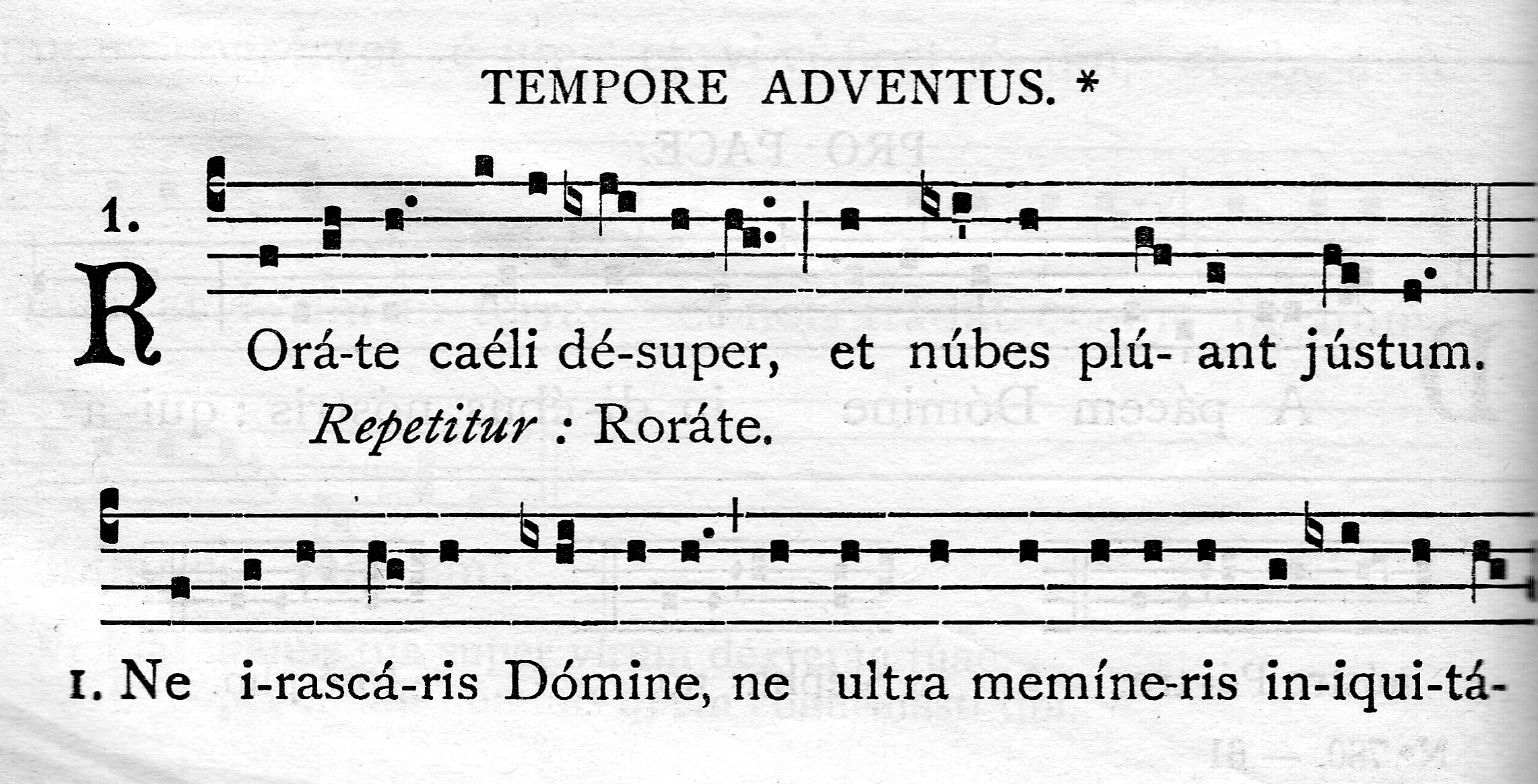
Ritornello del canto Rorate caeli nel Liber Usualis

Esiste anche un canto relativamente recente, che utilizza come ritornello, ma con musica diversa, il testo dell'antifona dell'introito. Ha quattro lunghi versi, dei quali tre sono preghiere composte di frasi scritturistiche, mentre l'ultimo è una risposta di Dio che annuncia l'arrivo del Salvatore. È poco chiara l'origine esatta del testo. Si trova in un libro di preghiere pubblicato per ordine dell'arcivescovo di Parigi nel 1736 La più antica versione conosciuta è negli Officia Propria (1673) degli Oratoriani di Francia.
È incluso nel Liber Usualis del 1921 fra i Cantus diversi e nell'edizione 1961 fra i canti dell'"Appendix I".

### Testo
Roráte caeli désuper,

Et nubes pluant iustum. (ij)
Ne irascáris Dómine, ne ultra memíneris iniquitátis:

Ecce cívitas Sancti facta est desérta:

Sion desérta facta est: Ierúsalem desoláta est:

Domus sanctificatiónis tuae et gloriae tuae,

Ubi laudavérunt te patres nostri.
Roráte caeli désuper,

Et nubes plúant iustum.
Peccávimus et facti sumus tanquam immúndus nos,

Et cecídimus quasi fólium univérsi:

Et iniquitátes nostrae quasi ventus abstulérunt nos:

Abscondísti fáciem tuam a nobis,

Et allisísti nos in manu iniquitátis nostrae.
Roráte caeli désuper,

Et nubes pluant iustum.
Víde, Dómine, afflictiónem pópuli tui,

Et mitte quem missúrus es:

Emítte Agnum dominatórem terrae,

De petra desérti ad montem fíliae Sion:

Ut áuferat ipse iugum captivitátis nostrae.
Roráte caeli désuper,

Et nubes pluant iustum.
Consolámini, consolámini, pópule meus:

Cito véniet salus tua:

Quare moeróre consúmeris, quia innovávit te dolor?

Salvábo te, noli timére,

Ego enim sum Dóminus Deus tuus Sanctus Israël, Redémptor tuus.
Roráte caeli désuper,

Et nubes plúant iustum.

### Traduzione italiana
Stillate rugiada, o cieli, dall'alto,

E dalle nubi piova chi rende giustizia.
Non adirarti, o Signore, non ricordarti più dell'iniquità:

Ecco che la città del Santo è divenuta deserta:

Sion è divenuta deserta: Gerusalemme è desolata:

La casa della tua santificazione e della tua gloria,

Dove i nostri padri Ti lodarono.
Stillate rugiada, o cieli, dall'alto,

E dalle nubi piova chi rende giustizia.
Peccammo, e siamo divenuti come gli immondi,

E siamo caduti tutti come foglie:

E le nostre iniquità ci hanno dispersi come il vento:

Ci hai nascosto il tuo volto.

E ci hai schiacciati per mano delle nostre iniquità.
Stillate rugiada, o cieli, dall'alto,

E dalle nubi piova chi rende giustizia.
Guarda, o Signore, l'afflizione del tuo popolo,

E manda Colui che deve essere mandato:

Manda l'Agnello dominatore della terra,

Dalla pietra del deserto al monte della figlia di Sion:

Affinché Egli tolga il giogo della nostra schiavitù.
Stillate rugiada, o cieli, dall'alto,

E  dalle nubi piova chi rende giustizia.
Consolati, consolati, o popolo mio:

Presto verrà la tua salvezza:

Perché ti consumi nella mestizia, perché il tuo dolore si è rinnovato?

Ti salverò, non temere,

Perché io sono il Signore Dio tuo,

il Santo d'Israele, il tuo Redentore
Stillate rugiada, o cieli, dall'alto,

E dalle nubi piova chi rende giustizia.

## Canto ambrosiano
Dei canti ambrosiani impiegano l'invocazione Rorate, caeli, desuper.
I.
Rorate caeli desuper, Rorate caeli desuper et nubes pluant iustum.

Aperiatur terra, Aperiatur terra et germinet Salvatorem.

Ecce Virgo pariet Filium et nomen eius Emmanuel.

Tunc stillabunt montes dulcedine et colles fluent lacte.

Verbum caro factum est, Salvator nobis natus est.

Venite transeamus usque Bathlehem et videamus Verbum.

Et adoremus. Iesu Iesu Iesu miserere nobis. Amen.
II.
Rorate, caeli, desuper, et nubes pluant iustum;

Aperiatur terra et germinet Salvatorem.

Erit radix Iesse, qui veniet iudicare gentes:

in eo gentes sperabunt.

Rorate...

Excita potentiam tuam et veni, Domine:

ut salvos facias nos.